# Patrikskors

Patrikskorset som flagga

Patrikskors (engelska: Saint Patrick's Saltire eller Saint Patrick's Cross) är ett rött andreaskors (krysskors) på en vit botten. Korset är namngivet efter det irländska helgonet Sankt Patrik och förekommer bland annat på Storbritanniens unionsflagga som en representation för Irland (i modern tid enbart Nordirland). Som egen flagga (patrikskors mot en vit bakgrund) kallas den Sankt Patriks flagga.

### Webbkällor
- ”Symbolspråk: Andreaskorset” (radioprogram). Sveriges Radio: Symbolspråk. sverigesradio.se. 12 oktober 2019. https://sverigesradio.se/avsnitt/1369919. Läst 20 mars 2023.